# Virginia’s Eastern Shore AVA
Virginia’s Eastern Shore AVA ist ein 176,64 Hektar großes Weinanbaugebiet im US-Bundesstaat Virginia. Die Anerkennung als American Viticultural Area (AVA) erfolgte im Jahre 1991. Angebaut werden unter anderen die Rebsorten Chardonnay, Cabernet Franc, Cabernet Sauvignon und Petit Verdot.

## Lage
Das Gebiet an der Ostküste des Bundesstaates Virginia erstreckt sich über die Südspitze der Delmarva-Halbinsel. Das Weinanbaugebiet liegt in den Countys Accomack and Northampton. Die Höhe über dem Meeresspiegel beträgt maximal 15 Meter, die Böden sind sandig.

## Klima
Das Klima der Region ist ganzjährig mild und wird stark durch den Atlantischen Ozean und die Lage an der Chesapeake Bay, die das Anbaugebiet nach Westen hin begrenzt, beeinflusst.